# استیند
ستیند (به انگلیسی: Staind) یک گروه راک آمریکایی از شهر اسپرینگفیلد، ماساچوست است که در سال ۱۹۹۵ آغاز به کار کرد. به مدت ۱۷ سال ترکیب گروه تشکیل شده بود از خواننده اصلی و گیتار ریتم آرون لوئیس، گیتار لید مایک ماشوک، بیسیست جانی آوریل و درامر جان وایساکی (کسی که در می ۲۰۱۱ گروه را ترک کرد). تا به امروز، گروه هفت آلبوم استودیویی منتشر کرده است و کارهایش ۱۵ میلیون نسخه در سطح جهان به فروش رسیده است.

## اعضا

### اعضای کنونی
- آرون لوئیس : خواننده اصلی، گیتار ریتم  (۱۹۹۵ تا کنون)
- مایک ماشوک : گیتار لید  (۱۹۹۵ تا کنون)
- جانی آوریل : بیس، همخوان  (۱۹۹۵ تا کنون)
- سل جین‌کارلی : درام، پرکاشن (۲۰۱۱ تا کنون)

### اعضای پیشین
- جان وایساکی : درام، پرکاشن (۱۹۹۵ تا ۲۰۱۱)